# Фишер, Майк
Майкл Эндрю Фишер (англ. Michael Andrew Fisher; род. 5 июня 1980 года, Питерборо, Онтарио) — бывший профессиональный канадский хоккеист, центральный нападающий, выступавший в клубах НХЛ «Оттава Сенаторз» и «Нэшвилл Предаторз».

## Общая информация
На драфте НХЛ 1998 года был выбран во 2-м раунде под общим 44-м номером командой «Оттава Сенаторз». Дебютировал в НХЛ в сезоне 1999/00, сыграв 32 матча и набрав 9 (4+5) очков. В составе «Оттавы» дошел до финала Кубка Стэнли в сезоне 2006/07, где «сенаторы» уступили «Анахайм Дакс» в 5-и матчах. Сам Фишер в матчах финала набрал 4 очка (2+2).
11 февраля 2011 года 30-летний Фишер был обменян в «Нэшвилл Предаторз» на выбор в 1-м раунде драфта 2011 года и выбор в 3-м на драфте 2012. После перехода Фишер сообщил, что у «Оттавы» было несколько вариантов обмена, но руководство клуба приняло предложение «Нэшвилла» для того, чтобы хоккеист переехал ближе к своей супруге Кэрри Андервуд.
Дебютировал в новом клубе 12 февраля 2011 года в победном матче с «Колорадо Эвеланш» (5:3), сделав в этом матче результативную передачу. Первую шайбу за новый клуб забросил 17 февраля 2011 года в игре с «Ванкувер Кэнакс».
26 июня 2015 года подписал новый двухлетний контракт с «Предаторз» на сумму $ 8,8 млн.
3 августа 2017 года после проигранного финала Кубка Стэнли объявил о завершении игровой карьеры, но 31 января 2018 года объявил о том, что планирует вернуться в хоккей и продолжить свою карьеру.
26 февраля 2018 года подписал контракт до конца сезона на $ 1 млн. с «Нэшвиллом». В первом же матче после возвращения забросил шайбу в ворота «Ванкувер Кэнакс».
12 мая 2018 года объявил об окончательном завершении карьеры игрока.

## Личная жизнь
Майк женат на американской певице Кэрри Андервуд с 2010 года. 27 февраля 2015 года у пары родился сын, которого назвали Айзея Майкл Фишер. 23 января 2019 года у Майкла и Кэрри родился второй сын - Джейкоб Брайан Фишер.

## Статистика
| Легенда | Легенда                    | Легенда | Легенда                   | Легенда | Легенда    |
| ------- | -------------------------- | ------- | ------------------------- | ------- | ---------- |
| И       | Количество проведённых игр | Штр     | Штрафное время            | +/−     | Плюс-минус |
| Г       | Голы                       | П       | Голевые передачи          | О       | Очки       |
| -       | Статистика неизвестна      | —       | Статистика не учитывалась |         |            |